# Памятник венгерско-советской дружбе
Памятник венгеро-советской дружбе в Москве установлен на Ленинградском проспекте в Парке Дружбы.

## История
Первый монумент венгеро-советской дружбе был установлен в Будапеште. Идея монумента была предложена Советским скульптором Евгением Вучетичем и венгерским скульптором Жигмондом Кишфалуди-Штроблем. Проект воплотили в натуре скульптор Барна Буза и архитектор Иштван Зилахи.
Весной 1975 года, в честь 30-летия освобождения Венгрии от немецко-фашистских захватчиков войсками Красной Армии, в X районе Будапешта был разбит Парк Дружбы и установлен монумент венгеро-советской дружбы. Во время торжественного открытия памятника было объявлено, что его копия будет подарена Советскому Союзу.
Копия монумента была изготовлена на заводе в городе Печ. Чтобы на месте ознакомиться с монументом и его копией, в Венгрию были командированы представители ГлавУКСа, Главмосинжстроя и ГлавАПУ. Они получили техническую документацию и договорились об участии венгерских облицовщиков в установке памятника в Москве. Выделенный под установку памятника участок в московском парке Дружбы у Речного вокзала потребовал доработки архитектурной части монумента. Проект «привязки» памятника к новому месту осуществил архитектор И. Фёдоров, а технический проект — архитектор К. Савельев. В сентябре 1976 года, когда в Москве проходили дни культуры Будапешта, «близнец» венгерского монумента был торжественно открыт.
После смены политического строя в Венгрии и, как следствие, пересмотра многих ценностей, в том числе и отношения к Великой Отечественной войне, монумент в будапештском Парке Дружбы был демонтирован (сейчас он располагается в «Парке памятников», аналоге московского Парка Искусств). В Москве же Памятник Венгеро-советской дружбе находится на своём месте по сей день.

## Описание
Памятник представляет собой 10-метровую выгнутую внутрь стелу с барельефом, изображающем двух женщин (очевидно, русскую и венгерскую), выпускающих в небо голубей и держащих в руках флаг. Композицию венчает пятиконечная звезда. Монумент облицован гладкими плитками пирогранита цвета светлой охры. Барельеф выполнен на коричневатом фоне, покрытом глазурью. Надпись под барельефом гласит: «Вечная венгеро-советская дружба — залог нашей свободы и мира!»
Монумент стоит на круглой в плане площадке диаметром 11,4 м с обходе=ной дорожкой. По периметру площадки устроены цветники. На площадку и обходную дорожку ведёт двухмаршевая гранитная лестница.